# DC Comics Presents
DC Comics Presents... ist der Titel einer Comicserie die der US-amerikanische Verlag DC-Comics zwischen 1978 und 1986 veröffentlichte.
Die Serie, die genremäßig eine Mischung aus Science-Fiction-Comic und Abenteuer-Comic darstellte, erzählte sogenannte „Team-Up-Geschichten“, in denen die Figur des Superhelden Superman als dem bekanntesten fiktive Charakter im Besitz von DC, als ständige Hauptfigur der Serie mit anderen Figuren im Besitz des Verlages – die von Ausgabe zu Ausgabe wechselten – in gemeinsamen Geschichten zusammengeführt wurde. 

## Veröffentlichungsdaten und -inhalte
DC Comics Presents erreichte in den acht Jahren seiner Laufzeit insgesamt 97 Ausgaben sowie vier als Annuals betitelte Sonderausgaben. 2004 folgten acht One-Shots unter dem Titel DC Comics Presents anlässlich des Todes von Julius Schwartz, der als Chefredakteur der Superman-Abteilung bei DC über die ganze Dauer ihrer Existenz hinweg die redaktionelle Leitung der Serie ausgeübt hatte.
Zu den Charakteren, mit denen Superman in DC Comics Presents zusammengebracht wurde, zählen unter anderen:
- The Flash (#1, 2, 38, 73),
- Adam Strange (#3, 82),
- die Metal Men (#4, 70),
- Aquaman (#5, 48),
- Wonder Woman (#9, 32, 76).
- Superboy (#14),
- Black Lightning (#16),
- Batgirl (#19),
- Supergirl (#28, 86),
- The Spectre (#29),
- Robin (#31, 58),
- Captain Marvel (#33, 49, Annual #3),
- He-Man (#47),
- Clark Kent (#50, 79) und
- Batman and the Outsiders (#83)

## Backup-Features
Im hinteren Teil der Hefte waren zudem von Zeit zu Zeit kürzere Geschichten enthalten, die unter dem Titel Whatever Happened to… firmierten und die inhaltlich den Blick auf in Vergessenheit geratene bzw. nur selten verwendete Charakter richteten und diesen so neue Aufmerksamkeit zu verschaffen versuchten.
Zu den in Whatever Happened to… vertretenen Comicfiguren zählten unter anderen:
- Congorilla (#27),
- Johnny Thunder (#28),
- Robotman (#31),
- Crimson Avenger (#38),
- Richard Dragon (#39),
- Air Wave (#40),
- Sandman (#42),
- Sandy (#47) und
- Black Pirate (#48).